# Filaret van Moskou

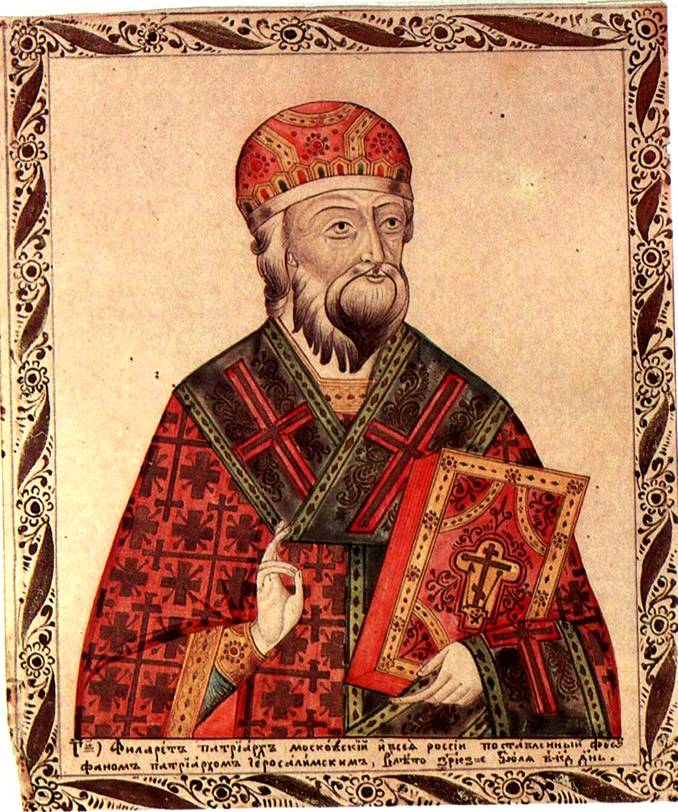
19e-eeuwse handgemaakte loebok van Filaret

Patriarch Filaret (Russisch: Патриарх Филарет) (Moskou, ca. 1554 – aldaar?, 1 oktober 1633), geboren als Fjodor Nikititsj Romanov (Фёдор Никитич Романов), was een bojaar ten tijde van de Tijd der Troebelen die eerst in ongenade viel, vervolgens patriarch van Moskou werd en uiteindelijk politiek leider van Rusland tijdens de regering van zijn zoon, tsaar Michaël I.

## Leven
Fjodor werd geboren in Moskou als tweede zoon van de vooraanstaande bojaar Nikita Romanovitsj en was de eerste die de achternaam Romanov droeg. In 1583 werd hij verheven tot bojaar. Tijdens de heerschappij van zijn neef Fjodor I (1584-1598) onderscheidde de jonge Fjodor zich als soldaat en diplomaat: Hij streed tijdens de Russisch-Zweedse Oorlog in 1590 tegen de troepen van Johan III van Zweden en voerde in 1593 en 1594 onderhandelingen met de ambassadeurs van keizer Rudolf II van het Heilige Roomse Rijk.
Nadat de tsaar was gestorven zonder kinderen na te laten, werd hij gezien als de populairste kandidaat om de vacante troon te bestijgen. Hij ging echter zwijgend akkoord met de verkiezing van Boris Godoenov, hetgeen hem duur kwam te staan: Boris beschouwde zijn familie als te machtig en dwong hem en zijn vrouw Ksenia Sjestova om de kloostergelofte af te leggen onder de namen Filaret en Martha. Filaret werd daarop onder strenge bewaking verbannen naar het Antonievklooster in het Russische Noorden (ten zuiden van Cholmogory), waar hij werd blootgesteld aan elke denkbare vernedering. Toen de eerste valse Dimitri aan de macht kwam, werd hij weer vrijgelaten en in 1605 door Dimitri aangesteld als metropoliet van Rostov.
In 1609 viel Filaret in de handen van de tweede valse Dimitri, die hem benoemde tot patriarch van heel Rusland, wat in de praktijk neerkwam op het zeer kleine gebied dat deze valse Dimitri erkende als vorst. In 1610 werd hij gevangengezet door de Poolse koning Sigismund III, nadat hij had geweigerd deze te erkennen als tsaar van Moskovië waarvoor hij naar het Poolse kamp was geroepen. Hij werd pas weer vrijgelaten bij de ondertekening van de Vrede van Deoelino op 13 februari 1619. Op 2 juni van dat jaar werd hij aangesteld als patriarch van Moskou en Heel Rusland, ditmaal wel effectief.
Van 1619 tot zijn dood leidde hij in de praktijk samen met zijn zoon het tsaardom Rusland als een diarchie. Theoretisch gezien hadden ze evenveel macht, maar Filaret voerde vaak staatshandelingen uit zonder de tsaar hiervoor te consulteren. Hij vulde de schatkist aan door een gelijkmatigere en rationeler systeem rond het vaststellen en innen van de belastingen. Zijn belangrijkste binnenlandse maatregel was het vastketenen van de lijfeigenen aan de grond, een maatregel die was gericht tegen de steeds verder groeiende migratie van de onderdrukte lijfeigenen naar de steppes, alwaar ze uitgroeiden tot vrijbuiters in plaats van belastingbetalers. Het opleggen van belastingen aan de militaire huurders van de tsaar vormde een eerste stap in de richting van een proportionele vorm van belastingheffing aan de tot dan toe vrijgestelde bevolkingsklassen.
Filarets ijver voor het zuiver houden van de orthodoxie leidde hem soms tot excessen, maar hij bevorderde de publicatie van theologische werken, die vervolgens de kern gingen vormen van de patriarchale bibliotheek. Ook vaardigde hij het bevel uit dat elke aartsbisschop een seminarie moest oprichten voor de geestelijkheid, waarbij hij zelf het voorbeeld gaf. Filaret was ook verantwoordelijk voor de hervorming van het Moskovitische leger, waarvoor hij de hulp inschakelde van buitenlandse adviseurs. Met zijn dood in oktober 1633 kwam er een einde aan de Russisch-Poolse Oorlog van 1632 tot 1634, die hij fel had gesteund, maar waarvoor tsaar Michaël zo snel mogelijk na zijn dood een vredesovereenkomst zocht.
Filaret kreeg 6 kinderen uit zijn huwelijk:
- Boris († 1592)
- Nikita († 1593)
- Lev († 1597)
- Tatjana († 1611), getrouwd met vorst Ivan Katyrev-Rostovski († 1640)
- Michail Romanov, tsaar
- Ivan († 1599)